# 和仁陽
和仁 陽（わに あきら、1963年 - ）は、日本の法学者、法制史家。東京大学大学院法学政治学研究科准教授。

## 経歴・人物
東京学芸大学教育学部附属高等学校、東京大学文科一類インタークラス1組入学、1984年司法試験合格、1985年東京大学法学部卒業、1985年東京大学法学部助手。
元々は村上淳一の下ドイツ法を専攻し、カール・シュミット研究で高く評価されたが、「日本近代法史」講座の助教授として東大に採用され、近代日本の法制史、特に明治期の西洋法継受の研究を手がけている。
妻は早稲田大学法学学術院教授の和仁かや。

## 著書
- 『教会・公法学・国家―初期カール・シュミットの公法学』ISBN 4-13-031140-9 （東京大学出版会、1990年）助手論文をまとめたもの。
- 『図説・判決原本の遺産』ISBN 4-79-725018-6 （共著、信山社、1998年）